# Benno Erdmann
Benno Erdmann (født 30. maj 1851 i Guhrau ved Glogau, død 7. januar 1921) var en tysk filosof.
Erdmann blev 1884 professor i Kiel, har senere efterhånden virket i Breslau, Halle, Bonn og fra 1909 i Berlin. Inden for filosofiens historie har han særlig givet sig af med Kant, har udgivet forskellige af hans skrifter med betydningsfulde indledninger, har fremdraget efterladte optegnelser af ham og ledede efter Wilhelm Diltheys død det preussiske akademis Kantudgave.
Om Kants lærer har han skrevet bogen: Martin Knutzen und seine Zeit, 1876. Inden for logikken og erkendelsesteorien har han blandt andet skrevet: Die Axiome der Geometrie, 1876, Logik I bind, "Logische Elementarlehre", 1892 (2. fuldstændig omarbejdede udgave af dette hovedværk udkom 1907). Sammen med R. Dodge har han skrevet Psychologische Untersuchungen über das Lesen auf experimenteller Grundlage (1898).
Af andre arbejder kan anføres: Umrisse zur Psychologie des Denkens (1900; 2. omarbejdede udgave 1908); Die Psychologie des Kindes (1901); Ueber Inhalt und Geltung den Kausalgesetzes (1905); Wissenschaftliche Hypothesen über Leib und Seele (1907).